# Chrysobothris callichroma
Chrysobothris callichroma es una especie de escarabajo del género Chrysobothris, familia Buprestidae. Fue descrita científicamente por Obenberger en 1939.